# Шрамирование

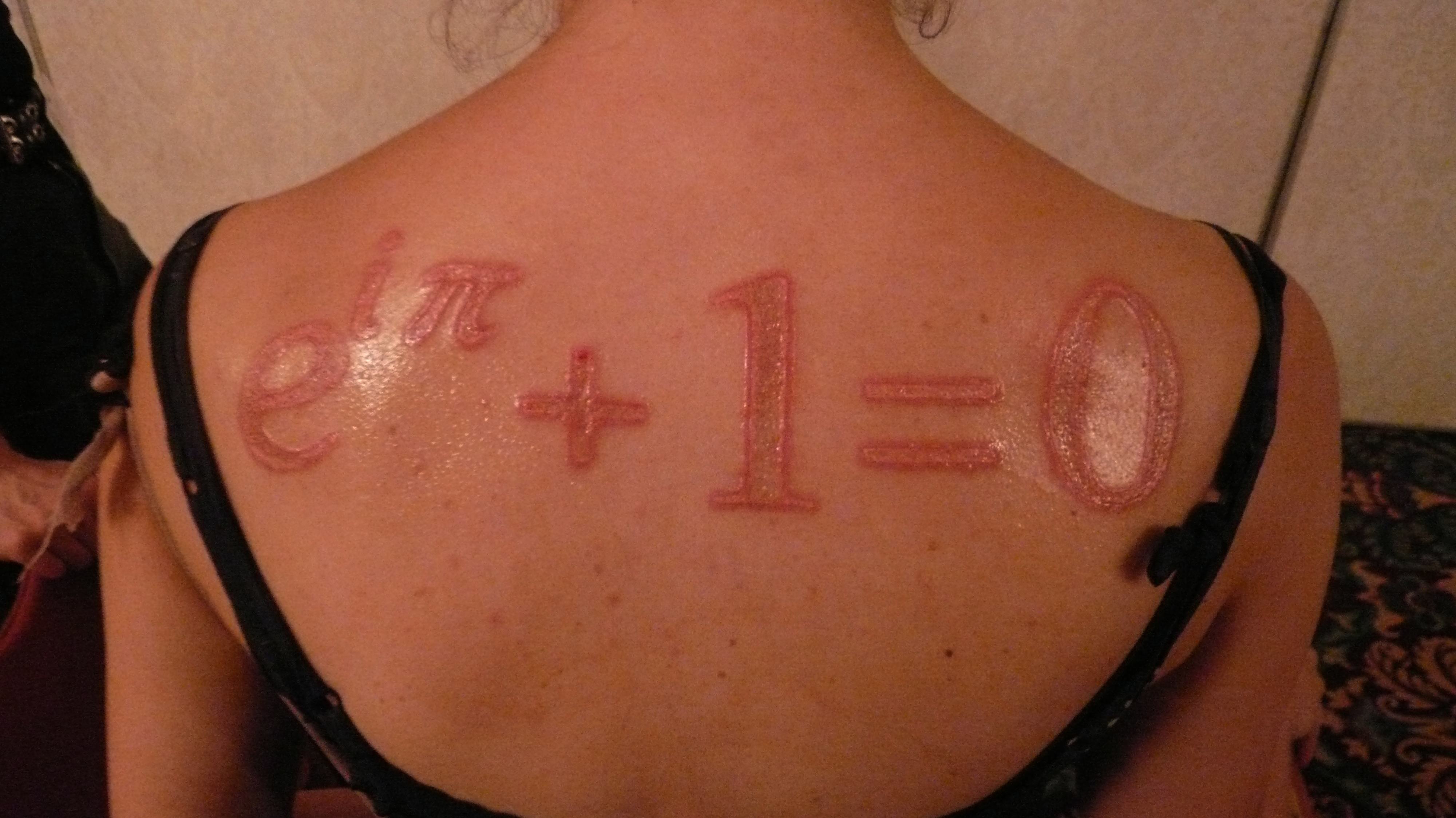
Пример спинного шрамирования с тождеством Эйлера.

Шрамирование, или скарификация (от лат. scarifico — царапаю), — специальное нанесение на тело шрамов, в законченном виде представляющих собой какой-либо рисунок или узор. В настоящее время, как правило, к шрамированию прибегают либо поклонники экстравагантного модифицирования тела, либо те люди, которые уже имеют шрамы и желают их замаскировать. Также шрамирование используют как и татуировки.

## История
Искусство шрамирования уходит своими корнями в глубокое прошлое. Ещё в незапамятные времена представители древних африканских племен[кто?] наносили на тело шрамы с целью обозначения своего социального статуса или в процессе ритуальных обрядов. У некоторых племён ритуал нанесения шрамов был ритуалом принятия мужчины в воины.

## Теория

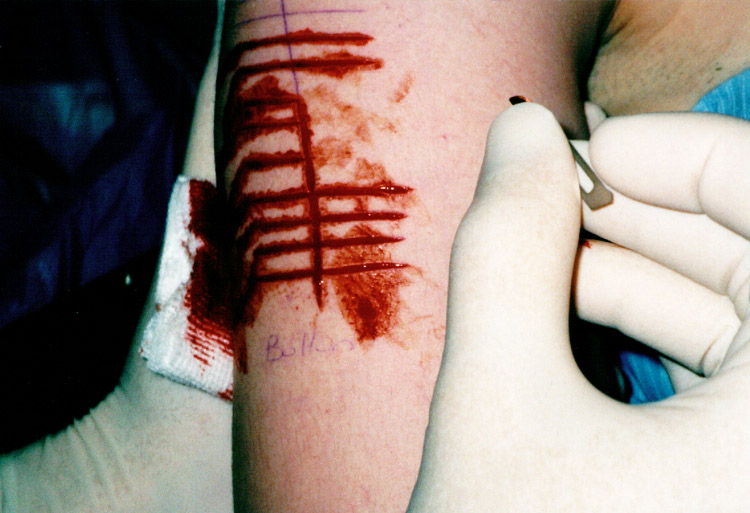
Процесс шрамирования

Существует несколько разнообразных техник нанесения шрамов. Простой шрам делается перпендикулярно поверхности, варьируется лишь глубина погружения скальпеля в кожу. В итоге получается изящный, но малозаметный рисунок. Для получения выпуклого шрама надрез производится под наклоном. Итогом такого шрамирования становится объёмный рисунок. Наконец, некоторые поклонники экстремального шрамирования предпочитают наносить на тело «вогнутые» шрамы. Они получаются в процессе срезания скальпелем верхнего слоя кожи. Рисунок в итоге представляет собой углубление на теле.
Также способами шрамирования являются:
Прокалывание волдырей;
Накалывание рисунка тату-машинкой без краски;
Стирание кожи абразивными материалами;
Нанесение порезов с последующим зашиванием;
Нанесение порезов с последующим втиранием пороха;
Нанесение порезов с последующим прижиганием;
Выжигание едкими веществами.
Процедура шрамирования достаточно болезненна. Чаще всего её делают под местной анестезией. Грамотно выполнить шрамирование может только опытный специалист, использующий стерильный медицинский инструментарий. Шрамирование — хирургическая операция; если делать её в ненадлежащих условиях или с использованием подручного бытового инструмента, можно получить серьёзные осложнения.
Самыми популярными местами для шрамов на теле являются кисти рук (имитация порезанных вен) и спина.